# Čagatajský chanát
Čagatajský chanát, přesněji Čagatajův ulus (lid), byl turko-mongolský stát ve Střední Asii, který existoval v letech 1227 až 1347. Vznikl jako administrativní celek obrovské říše Mongolů, později se na mongolské říši osamostatnil. Vládnoucí dynastií byli potomci Čagataje, druhého syna dobyvatele Čingischána. V roce 1340 se Čagatajův ulus rozpadl na dvě části. Západočagatajský chanát zanikl v důsledku ztráty svého území ve prospěch Tamerlánovy říše, avšak východní chanát zvaný Moghulistán přežil až do 18. století. Ovládnutí západní části Tamerlánovou říší moc Čagatajců v Máveránnahru padla. Východní část ulusu s hlavním městem Almalik pokračovala jako Východočagatajský chanát, resp. Moghulistán. Tento stát se také později rozdělil na dvě části, východní a západní. Za datum zániku Čagatajova chanátu je považován rok 1347, kdy se ulus rozpadl, nebo rok 1705, kdy zanikl Jarkendský chanát, západní část Moghulistánu.
Alguovi nástupci Mubarak a Borak vyhledávali užší vztahy s obyvateli oblastí přijetím islámu. Navzdory tomu, že od počátku Čagatajovy vlády byl islám bezmála po sto let zakazován, se roku 1326 stal oficiálním náboženstvím Čagatajova ulusu.

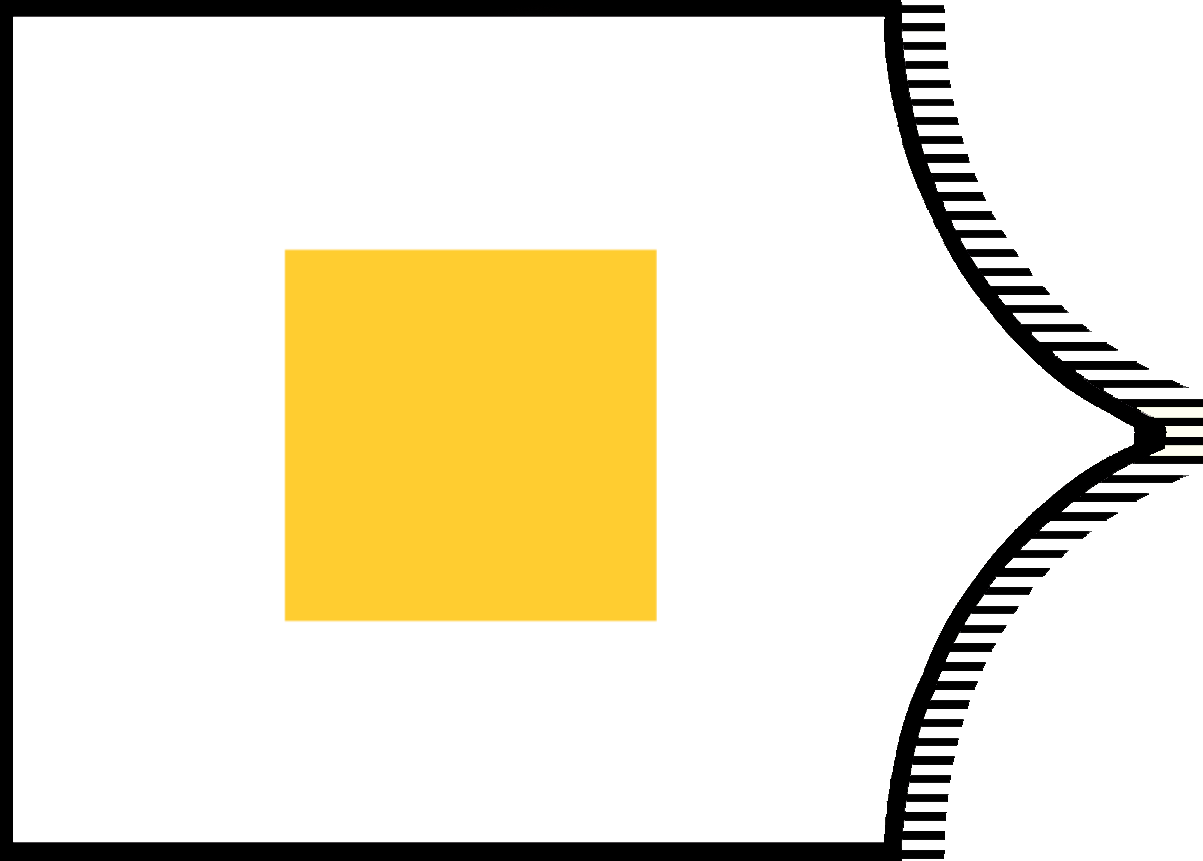
Čagatajská vlajka dle Katalánského atlasu

Současníci (jako cestovatelé a kartografové Giovanni di Marignolli, Ibn Battúta, Katalánský atlas) si byli vědomi zeměpisné polohy středoasijského chanátu, kterého obklopovaly velké celky Indie, Číny a Persie, a proto ho nazývali „Říší středu“ (Imperium Medium).